# پر شده (فیلم)
پر شده (به انگلیسی: Bottled Up) فیلمی محصول سال ۲۰۱۳ و به کارگردانی انید زنتلیس است. در این فیلم بازیگرانی همچون ملیسا لیو، مارین ایرلند، جاش همیلتون و فردریک لنه ایفای نقش کرده‌اند.